# Kaľava
Kaľava (in ungherese Szepeskárolyfalva) è un comune della Slovacchia facente parte del distretto di Spišská Nová Ves, nella regione di Košice.